# كاسيمبو
كاسيمبو
هو طقس معين يتصف بوجود غيوم منخفضة وضباب وأحياناً رذاذ, يسود على طول ساحل أنغولا, ناتج من تأثير التبريد الذي يمارسه تيار بنغويلا البارد على الهواء المتحرك في داخل اليابس القادم من فوق المياه الساحلية الأبرد.
المصدر
المعجم الجغرافي المناخي